# 伊比蒂亚拉
伊比蒂亚拉（葡萄牙語：Ibitiara）是巴西巴伊亚州的一个市镇。总面积1748.846平方公里，总人口15758人，人口密度9人/平方公里，氣候為熱帶乾濕氣候。